# 乌蒙府
乌蒙府，中国古代的府。
大理国时属乌蒙部。元朝为乌撒乌蒙宣慰司乌蒙路。治所在今云南省昭通市。隶属云南行中书省。
明朝洪武年间改为乌蒙军民府，改隶四川承宣布政使司，辖境相当今云南省牛栏江以北地区。
清朝雍正六年（1728年）改土归流，属云南省，设置永善县（今云南省永善县南）为乌蒙府治所。九年（1731年）改为昭通府，移治恩安县（今昭通市）。

## 外部連結
[在维基数据编辑]
 《欽定古今圖書集成·方輿彙編·職方典·烏蒙軍民府部》，出自陈梦雷《古今圖書集成》